# Operacja Mickey Mouse

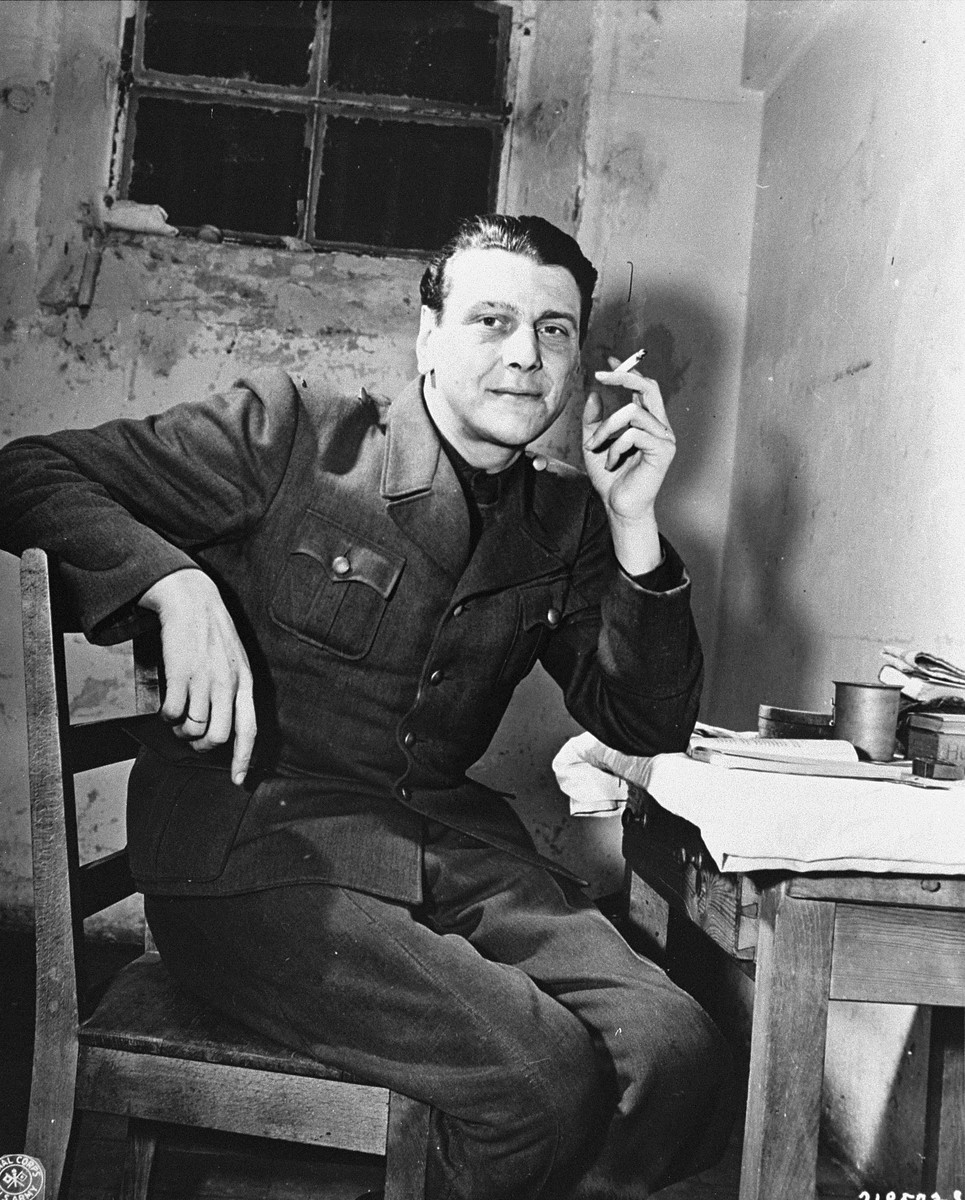
Otto Skorzeny

Operacja Mickey Mouse – przeprowadzona 15 października 1944 w Budapeszcie przez specjalny oddział spadochroniarzy niemieckich, dowodzonych przez Ottona Skorzenego. Jej celem było porwanie Miklósa, syna admirała Miklosa Horthyego, regenta i faktycznego dyktatora Węgier. Nazwa pochodzi od imienia syna, Miklosa, nazywanego zdrobniale „Miki”.
Akcja ta miała na celu powstrzymanie dążeń admirała Horthyego, który w obliczu sytuacji kryzysowej, jaka panowała wówczas na wszystkich frontach, usiłował nawiązać kontakty z aliantami i Związkiem Radzieckim w celu zawarcia separatystycznego pokoju. Było to bardzo groźne dla Niemiec, gdyż przejście Węgier na drugą stronę konfliktu mogło odciąć dostawy ropy z rumuńskich pól naftowych.
Operacja udała się, syn Horthyego został uwięziony i wywieziony z Budapesztu, a komandosi nie ponieśli żadnych strat własnych. Nie udał się jednak szantaż, Horthy w wystąpieniu radiowym zaproponował Związkowi Radzieckiemu zawieszenie broni. Jednak do węgierskiej armii oficjalne rozkazy  nie dotarły, wskutek czego nie przerwała ona walki. Wkrótce potem, w ramach operacji Panzerfaust, admirał Horthy został odsunięty od władzy, którą w wyniku puczu przejęli strzałokrzyżowcy pod wodzą Ferenca Szálasiego. Nowy rząd ogłosił plan „wojny totalnej”, w ramach której zamierzał zmobilizować społeczeństwo do walki z Sowietami oraz prowadził politykę terroru, polegającą między innymi na wydawaniu więźniów politycznych gestapo. Admirał Horthy został aresztowany, a następnie wywieziony w głąb Niemiec, gdzie pozostał do końca wojny.